# Mainier d'Acerenza
Mainier d'Acerenza (Mainerius Acheruntiensis en latin ; Mainieri D'Acerenza en italien) est un baron normand d'Italie du Sud vivant dans la seconde moitié du XIe siècle. 

## Biographie
Mainier est un « caïd » (gaitus/gaytus en latin) de la cité d'Acerenza, une importante forteresse de l'Apulie normande (aujourd'hui en Basilicate, près de Potenza).
Ses origines sont méconnues : normandes, franques, lombardes (du Sud/du Nord), grecques, voir arabo-berbères ? Ce qui est probable est que Mainier est un prénom vraisemblablement d'origine germanique, plus précisément franque. La cité d'Acerenza étant un fief normand depuis l'an 1042, les deux premières solutions sont les plus probables. 
Mainier est peut-être lié à la famille Quarrel-Drengot. 
En 1091, alors que le comte de Sicile Roger de Hauteville vient d'achever la conquête de l'île sur les Musulmans avec la prise de Noto (février), il décide d'entamer celle de Malte et convoque les barons normands, et rassemble une armée. Pour une raison inconnue, il envoie à Mainier d'Acerenza une ambassade lui demandant d'avoir un entretien en tête-à-tête. Mainier renvoie l'ambassade en laissant pour réponse à Roger : « je le verrai en face que lorsque je lui aurait fait du mal  ». Réponse autant irréfléchie et inconsciente que mystérieuse. En apprenant cette provocation, Roger, qui se trouve en Sicile préparant l'invasion à Malte, devient furieux et décide de se rendre en personne à Acerenza avec une puissante armée formée principalement de Sarrasins. Acerenza encerclée, Mainier ne résiste pas longtemps. Il se rend, demande pardon au « Grand Comte », lui donnant tous ses trésors. Nous ne savons pas si Roger lui pardonna et laissa la vie sauve à ce rebelle.

## Sources
- Geoffroi Malaterra, 2e moitié du XIe siècle